# Maurice Wilkes

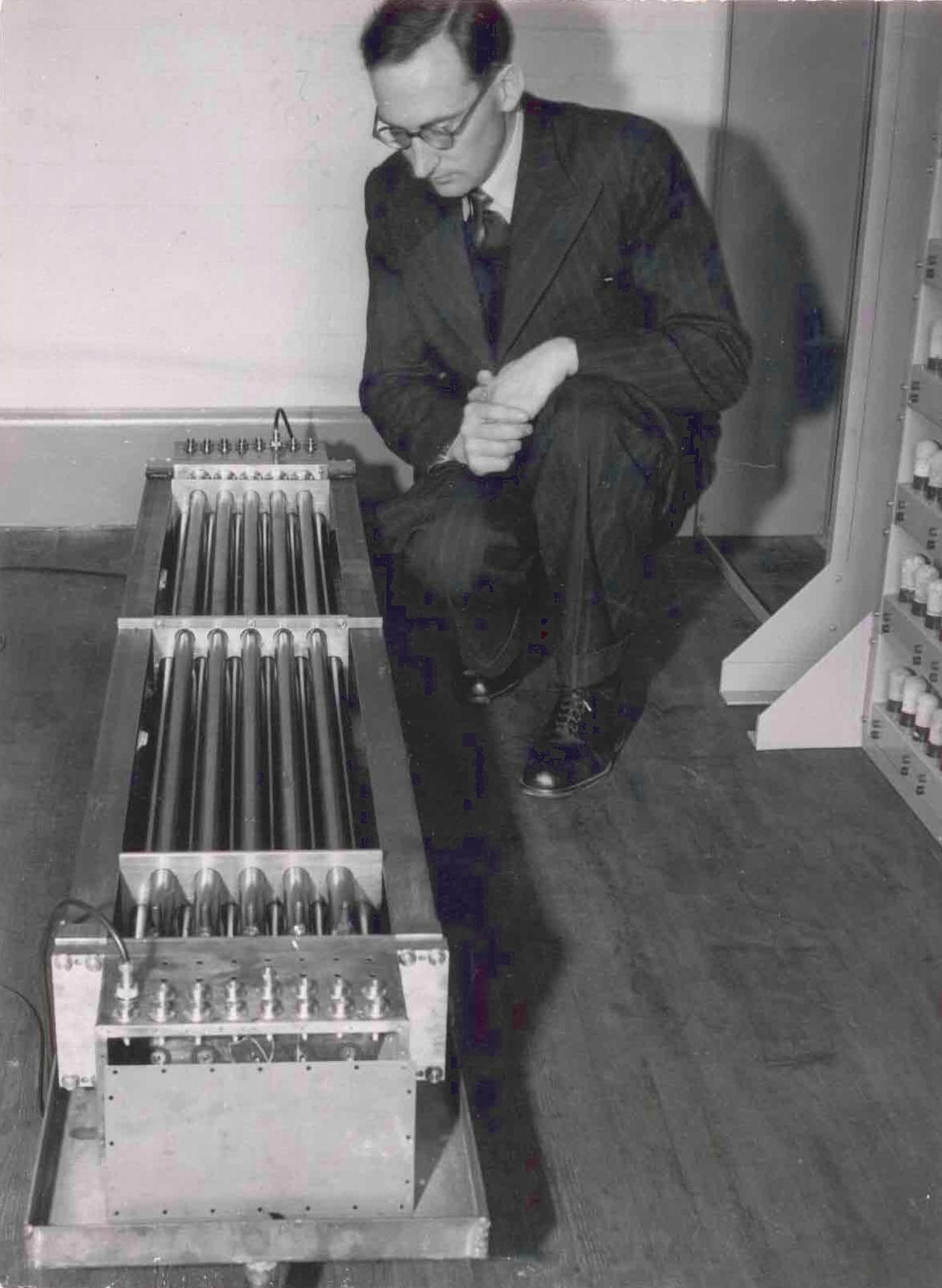
Maurice Wilkes tijdens de constructie van de EDSAC

Maurice Vincent Wilkes (Dudley (Staffordshire), 26 juni 1913 - Cambridge, 29 november 2010) was een Brits informaticus wiens vele, praktische bijdragen aan het vakgebied hem een grote bekendheid hebben opgeleverd en een invloed die in het hele gebied om en rond de computer niet meer weg te denken is.

## Biografie
Wilkes studeerde tussen 1931 en 1934 natuurkunde aan het St John's College te Cambridge. Na zijn afstuderen begon hij, ook te Cambridge, aan een promotie – in 1936 promoveerde hij op zijn onderzoek naar de voortplanting van radiogolven met grote golflengten in de ionosfeer. Na afloop hiervan werd hij aangesteld bij de universiteit van Cambridge als juniorlid van de faculteit. Vanuit die positie nam hij deel aan de oprichting van een laboratorium dat onderzoek deed naar vroege computers.
Tijdens de Tweede Wereldoorlog moest Wilkes in dienst. Hij werkte bij de radardienst en bij de operationele research. In 1945 mocht hij uit dienst en werd hij aangesteld als de tweede directeur van het University of Cambridge Mathematical Laboratory (tegenwoordig het Computer Laboratory).
Bij zijn aanstelling bezat het Laboratory een verscheidenheid aan machines, waaronder een differentiaalrekenaar. Wilkes wist echter de hand te leggen op een proefdruk van de beschrijving van de EDVAC-computer van John von Neumann, de opvolger van de ENIAC die op dat moment aan het Moore School of Electrical Engineering gebouwd werd door Presper Eckert en John Mauchly. Hij moest het de volgende dag teruggeven en moest het dus in een nacht lezen – een kopieermachine was er niet. Toch was hij meteen verkocht en geloofde hij heilig in Von Neumanns methode als de toekomstige ontwikkeling van de computer.
Omdat zijn laboratorium een eigen budget had, kon hij meteen beginnen met de bouw van een soortgelijke computer: de EDSAC ( Electronic Delay Storage Automatic Calculator). Wilkes besloot echter dat hij er niet op uit was een betere computer te bouwen, maar dat zijn doel simpelweg was erop toe te zien dat de universiteit een dergelijke machine ter beschikking had. Om die reden maakte hij praktische keuzes in plaats van vooruitstrevende en kon hij altijd gebruikmaken van technieken die zichzelf al bewezen hadden in plaats van waaghalstoeren uit te moeten halen. Het was een kenmerk dat hem altijd bij zou blijven. En hoewel het resultaat kleiner en langzamer was dan andere, contemporaine computers, was zijn computer wel de eerste die een opgeslagen programma bevatte (tegenwoordig een BIOS geheten). De EDSAC werd in 1949 operationeel en liep vanaf het begin vlotjes.
In 1951 ontwikkelde Wilkes het concept van microprogrammeren, na tot het inzicht te zijn gekomen dat een CPU ook bestuurd kon worden door een ultraklein en gespecialiseerd programma dat zich in de computer bevond in een snel ROM-geheugen. Wilkes praktische keuze maakte het ontwerp van de processor aanzienlijk eenvoudiger. Wilkes presenteerde het idee in 1951 op de Manchester University Computer Inaugural Conference en publiceerde het idee in uitgebreidere vorm in de IEEE Spectrum in 1955. Het concept werd verwekt in de EDSAC 2, die ook verscheidene identieke "bitsneden" incorporeerde om het ontwerp te versimpelen. Ook werd ieder bit van de processor uitgevoerd in identieke en uitwisselbare radiobuizen – voor die tijd een zeer geavanceerd concept.
De volgende computer van Wilkes' lab was de Titan, een samenwerkingsverband met Ferranti Ltd. Later zou deze machine gebruikt worden als de eerste tijdscharingscomputer in het Verenigd Koninkrijk. Ook voorzag de Titan de universiteit van grotere toegang tot rekenfaciliteiten, waaronder een tijdgeschaard grafisch systeem ten behoeve van CAD-ontwerp door de faculteit bouwkunde.
Een opvallende eigenschap van de Titan was zijn besturingssysteem, waarin toegang tot een bestand ook geregeld kon worden naar bestand en niet alleen naar gebruiker. Ook opvallend was het versleutelingssysteem voor wachtwoorden. Beide attributen van Titans systeem zouden terugkeren in de Unix-familie van besturingssystemen.
Er zijn verschillende andere ideeën die aan Wilkes worden toegeschreven, waaronder symbolische labels, macro's en herbruikbare bibliotheken met deelprogramma's. Deze uitvindingen maakten het opstellen van programma's veel makkelijker en vormden opstapjes naar meer abstracte programmeertalen.
Later werkte Wilkes aan de vroege tijdscharingssystemen (nu multi-usersystemen geheten) en aan gedistribueerde systemen.
Zijn inspanningen leverden hem de nodige lof op. In 1956 werd hij verkozen als lid van de Royal Society en in 1967 ontving hij de Turing Award met als opgave van reden:
Professor Wilkes geniet zijn grootste bekendheid als ontwerper van de EDSAC, de eerste computer met een intern opgeslagen programma. Gebouwd in 1949, maakte deze computer gebruik van een kwikvertraagd lineair geheugen. Hij is ook bekend als de auteur, samen met Wheeler en Gill, van een boek over de "Voorbereiding van Programma's voor Digitale Computers" uit 1951, waarin programmabibliotheken feitelijk ingevoerd werden.
Het Laboratory ontwikkelde het grootste gedeelte van zijn software in de programmeertaal Algol-60 en ondersteunde de ontwikkeling van programmeertaal Algol-68, de meest recente versie van Algol.
Tegen het eind van de jaren 1960 begon Wilkes zich ook te interesseren voor capability-based computing, waarna zijn lab een unieke computer bouwde: de Cambridge CAP.
In 1974 stuitte Wilkes bij Hassler AG op een Zwitsers datanetwerk dat een ringtopologie gebruikte om tijd op het netwerk toe te wijzen. Uiteindelijk kwam een commercieel samenwerkingsverband tot stand en werd de technologie overgebracht naar Engeland.
In 1980 trad Wilkes af als hoogleraar en directeur van zijn lab en ging werken bij de centrale ontwikkelstaf van DEC in Massachusetts.
In 1986 keerde Wilkes terug naar Engeland en werd lid van de Research Board van Olivetti. In 1993 kreeg hij van Cambridge University een eredoctoraat in de Technische Wetenschappen. In 2002 keerde hij uiteindelijk terug naar "zijn" lab in Cambridge, als emeritus hoogleraar.